# Up All Night
Up All Night е дебютният албум на британско-ирландската момчешка група „Уан Дайрекшън“. Оглавява класацията за албуми във Великобритания, „Билборд 200“ и много други страни по света. Това превръща момчетата в първата британска група в историята, която дебютира на 1-во място в САЩ с дебютен албум в първата седмица. От албума са издадени общо четири сингъла – What Makes You Beautiful, Gotta Be You, One Thing и More Than This.

## Списък с песните

### Оригинален траклист
1. What Makes You Beautiful – 3:18
2. Gotta Be You – 4:04
3. One Thing – 3:17
4. More Than This – 3:48
5. Up All Night – 3:14
6. I Wish – 3:36
7. Tell Me A Lie – 3:17
8. Taken – 3:57
9. I Want – 2:53
10. Everything About You – 3:37
11. Same Mistakes – 3:38
12. Save You Tonight – 3:25
13. Stole My Heart – 3:25

### Лимитирано издание
1. Stand Up – 2:53
2. Moments – 4:22

### Австралийско, Мексиканско, Филипинско и Новозеландско сувенир издание и Японско издание
1. Stand Up – 2:53
2. Moments – 4:22
3. One Thing (акустична версия) – 3:05
4. Another World – 3:23
5. Na Na Na – 3:05
6. I Should Have Kissed You – 3:36

### Американско алтернативно издание
1. Gotta Be You (2012 американска версия) – 4:04

### Италианско специално издание
1. Another World – 3:23
2. Na Na Na – 3:05

### Немско издание
1. Another World – 3:23
2. Na Na Na – 3:05
3. I Should Have Kissed You – 3:36